# Isaac Lúria
Rabí Yishaq Lúria Aixkenazí (Jerusalem 1534 - Safed 1572), rabí i cabalista, és considerat com el pensador més profund del misticisme jueu d'entre els més grans i cèlebres, i el fundador de l'escola cabalística de Safed.
És també conegut amb el pseudònim d'Arí Zal ha-Qadoix (el sant lleó de beneïda memòria: Arí significa "lleó" en hebreu, però aquí Arí prové de les sigles de ha-Elohí Rabbí Yishaq, el diví Rabí Isaac. Zal significa "la seva memòria beneïda".)

## Biografia
Isaac Lúria va néixer a Jerusalem, on el seu pare, asquenazita de l'Europa central, havia emigrat després de casar-se amb una sefardí. Després de la mort prematura del pare, el jove Isaac fou educat per la seva mare, que emigrà a Egipte on el seu germà, Mordehai Frances, ric comerciant, s'havia instal·lat.
L'any d'aquest trasllat és dubtós. Segons el seu propi testimoni, hauria estudiat a Jerusalem amb el cabalista Kalonymos. Tanmateix, la tradició oral situa la seva arribada a la casa del seu oncle a l'edat de set anys. Lúria estudià en una ieixivà sota la direcció de David ben Salomon ibn Abi Zimra i el seu successor. Es mostrà excepcionalment dotat, cobrint les seves necessitats gràcies al comerç i els negocis.
Amb 15 anys es casà amb la filla del seu oncle, i els casats es retiraren a una illa deserta al Nil que pertanyia al seu oncle i ja sogre. Isaac Lúria es consagrà principalment al Zohar i a obres cabalístiques anteriors, portà una vida ascètica i començà a tenir visions.
El 1569, seguint una crida anterior, s'instal·là a Safed. Gaudint ràpidament d'una gran reputació de poeta místic, començà a ensenyar la Càbala en acadèmia i a predicar en les sinagogues. S'interessà especialment en les idees del rabí Moisès Cordovero, i estudià Càbala amb ell fins a la mort d'aquest.
Ell mateix va morir a Safed, durant una epidèmia, dos anys més tard.
Isaac Lúria fou extremadament reverenciat, els seus deixebles li imputaren nombrosos miracles, i el consideraven com un sant (elohi, "diví", no és un terme honorífic freqüent en el judaisme. Pràcticament només s'aplica a ell).

### Vida a Safed
Lúria organitzà allà la vida dels seus deixebles, qui s'establiren en barris aïllats.
El matí del Sàbat organitzava processons per anar a recollir l'esperit etèric de la reina de Xabbat als camps veïns.
Després d'aquestes, Lúria donava en general explicacions sobre la seva doctrina.

### La seva doctrina
La seva concepció del món estava enormement influenciada per les qüestions que preocupaven la comunitat de l'època, traumatitzada per les expulsions d'Espanya i les accions criminals de la Inquisició. Isaac Lúria hi aportà explicacions sorprenents però coherents, i va entreveure la fi del patiment del poble jueu, cosa que explica l'èxit de les seves tesis, i la rapidesa amb la qual s'estengueren. Sobre les massacres, la mort física no era més que una etapa i que la vida de cadascun sobre la terra tenia un objectiu. Explicà que les faltes dels hòmens taquen el Messies i en retarden la vinguda. Posteriorment, un ritu de purificació permetria accelerar-la. Poden retenir-se tres conceptes clau de la seva doctrina:
- El Tsimtsum o retirada (contracció): retirada de Déu d'una part del Món per deixar lloc a un buit on l'Etern, per intermediació d'un raig, procedirà a la Creació alimentant deu receptacles anomenats sefirot que seran la causa de la vida i de la Creació.
- La Xevirat he-Kelim.
- L'Adam Qadmon.